# Uzbekistan Airways
Uzbekistan Airways of Uzbekistan Havo Jullary (Oezbeeks: Oʻzbekiston havo yoʻllari) is de nationale Oezbeekse luchtvaartmaatschappij met hoofdkwartier in de hoofdstad Tasjkent en met de Internationale luchthaven Islam Karimov Tashkent als hub.

## Geschiedenis
Uzbekistan Airways is opgericht in 1992 als opvolger van Aeroflots Tasjkent divisie.

## Diensten
Uzbekistan Airways voert lijnvluchten uit naar:(zomer 2007)
Binnenland:
- Andizhan, Buchara, Fergana, Karshi, Namangan, Navoi, Nukus, Samarkand, Tasjkent, Termez, Urgench, Zarafshan.

Buitenland:
- Almaty, Amritsar, Asjchabad, Athene, Bakoe, Bangkok, Bisjkek, Tsjeljabinsk, Delhi, Frankfurt am Main, Istanboel, Jakarta, Jekaterinenburg, Kazan, Kiev, Krasnodar, Krasnojarsk, Kuala Lumpur, Lahore, Londen, Mineralnje Vody, Moskou, New York, Nur-Sultan, Novosibirsk, Omsk, Osaka, Parijs, Peking, Riga, Rome, Rostov, Samara, Seoel, Sharjah, Simferopol, Sint-Petersburg, Tel Aviv, Tokio, Tjoemen, Oefa, Ürümqi.

## Vloot
De vloot van Uzbekistan Airways bestaat uit:(augustus 2010)
- 6 Boeing 767-300
- 6 Boeing 757-200
- 3 Airbus A310-300
- 2 Airbus A320-200
- 2 Airbus A300-600RF
- 3 AVRO RJ-85
- 7 Iljoesjin Il-76TD
- 4 Iljoesjin Il-86
- 5 Iljoesjin Il-114-100
- 3 Tupolev Tu-154B-2
- 3 Tupolev Tu-154M

## Ongelukken en incidenten
- Uzbekistan Airways vlucht 1154: Op dinsdag 13 januari 2004 crashte een Yak-42 tijdens het landen in Tasjkent. Er was op dat moment zeer dichte mist rond de luchthaven. Alle 37 inzittenden kwamen om bij de crash.